# Férfi 1500 méteres gyorsúszás a 2011. évi nyári európai ifjúsági olimpiai fesztiválon
A Trabzonban rendezett 2011. évi nyári európai ifjúsági olimpiai fesztiválon az úszó versenyszámok közül a férfi 1500 méteres gyorsúszást  július 28-án rendezték.

## Döntő
Férfi 1500 méteres gyorsúszásban nem rendeztek külön előfutamokat.
| H     | F | Név                     | Nemzet             | E        | Mj |
| ----- | - | ----------------------- | ------------------ | -------- | -- |
| Arany | 1 | Joel Knight             | Egyesült Királyság | 15:28.86 |    |
| Ezüst | 1 | Jan Micka               | Csehország         | 15:38.68 |    |
| Bronz | 1 | Igor Bespalov           | Oroszország        | 15:41.65 |    |
| 4.    | 1 | Luca Fasulo             | Franciaország      | 15:45.02 |    |
| 5.    | 2 | Davide Casarin          | Olaszország        | 15:57.65 |    |
| 6.    | 1 | Pawel Jan Furtek        | Lengyelország      | 16:05.48 |    |
| 7.    | 2 | Eetu Piiroinen          | Finnország         | 16:10.23 |    |
| 8.    | 1 | Mykhailo Romanchuk      | Ukrajna            | 16:12.52 |    |
| 9.    | 2 | Adam Paulsson           | Svédország         | 16:12.95 |    |
| 10.   | 1 | Evangelos Tsirapidis    | Görögország        | 16:13.62 |    |
| 11.   | 1 | Brendan Patrick Gibbons | Írország           | 16:14.24 |    |
| 12.   | 2 | Engin Yildirim          | Törökország        | 16:15.83 |    |
| 13.   | 2 | Laust Moesgaard         | Dánia              | 16:19.69 |    |
| 14.   | 3 | Alain Bernardeschi      | Svájc              | 16:20.29 |    |
| 15.   | 2 | Markus Ambros           | Ausztria           | 16:22.19 |    |
| 16.   | 2 | Teodosi Zhivkov Chernev | Bulgária           | 16:24.29 |    |
| 17.   | 2 | Oscar Alonso            | Spanyolország      | 16:27.56 |    |
| 18.   | 3 | Uladzimir Siarheyeu     | Fehéroroszország   | 16:27.96 |    |
| 19.   | 3 | Povilas Strazdas        | Litvánia           | 16:31.61 |    |
| 20.   | 3 | Nikolaj Toth            | Szlovákia          | 17:28.25 |    |